# Патмар, Эдисон Иванович
Эдисо́н Ива́нович Патма́р (род. 11 апреля 1955, Яманаки, Чувашская АССР) — чувашский писатель, поэт, публицист.

## Биография
В 1976 году окончил Оренбургское высшее военное зенитное ракетное училище имени Г. К. Орджоникидзе, в 1979 году — 10-е центральные курсы усовершенствования политсостава в Киеве. Служил на командно-политических должностях в различных военных округах. В 1993 году уволен в запас в звании подполковника.
Работал старшим преподавателем в Чувашском республиканском институте образования, главным редактором газеты «Защитник Отечества», редактором журнала «Капкăн»; был членом редколлегий журналов «Ялав» и «Тăван Атăл», возглавлял издательство «Патмар». В 2003 году окончил факультет чувашской филологии и культуры Чувашского государственного университета.
В настоящее время редактор журналов «Мудрость Народная», «Библиотека „Мудрость народная“», «Чебоксарский юмор».
Живёт в городе Чебоксары. Член Международного сообщества писательских союзов (№ 09034 от 28 мая 1997), Союза писателей баталистов и маринистов. С 1997 года член Союза чувашских писателей. С 1998 года Народный Академик Чувашии.

### Семья
Отец — Иван Анисимович Патмар (Анисимов) (29.12.1915 — 22.03.1983), фольклорист.

## Творчество
Печататься начал с 1969 года. Во время службы печатался в окружных газетах. Первая книга вышла в 1993 году.
Автор, составитель, редактор и издатель более 100 книг, журналов и газет фольклорного жанра с тиражом около 500 тысяч экземпляров.

## Награды
- Отечественные и зарубежные медали.
- Лауреат премий Нестера Янгаса и Алексея Талвира.